# 히로시마번
히로시마 번(일본어: 広島藩 히로시마한[*])은 일본 에도 시대 아키국과 빈고국의 절반을 지배했던 번으로, 그 영지는 지금의 히로시마현의 대부분에 속해 있었다. 게이슈 번(芸州藩) 또는 아키 번(安芸藩)으로 표기하는 경우도 많다. 역대 번주는 국주격(国主格)에 해당했으며, 대대로 아키노카미(安芸守)에 서임되었다. 1607년에서 1764년까지 조선 통신사가 방문할 때 그 기항지가 되었다. 번청은 히로시마성이다.

## 역대 번주

### 후쿠시마 가문
| 대수 | 번주                       | 초상화 | 재임 기간       | 비고 |
| ---- | -------------------------- | ------ | --------------- | ---- |
| 1    | 후쿠시마 마사노리 福島正則 |        | 1600년 ~ 1619년 |      |

### 아사노 가문
| 대수 | 번주                       | 초상화 | 재임 기간       | 비고 |
| ---- | -------------------------- | ------ | --------------- | ---- |
| 1    | 아사노 나가아키라 浅野長晟 |        | 1619년 ~ 1632년 |      |
| 2    | 아사노 미쓰아키라 浅野光晟 |        | 1632년 ~ 1672년 |      |
| 3    | 아사노 쓰나아키라 浅野綱晟 |        | 1672년 ~ 1673년 |      |
| 4    | 아사노 쓰나나가 浅野綱長   |        | 1673년 ~ 1708년 |      |
| 5    | 아사노 요시나가 浅野吉長   |        | 1708년 ~ 1752년 |      |
| 6    | 아사노 무네쓰네 浅野宗恒   |        | 1752년 ~ 1763년 |      |
| 7    | 아사노 시게아키라 浅野重晟 |        | 1763년 ~ 1799년 |      |
| 8    | 아사노 나리카타 浅野斉賢   |        | 1799년 ~ 1830년 |      |
| 9    | 아사노 나리타카 浅野斉粛   |        | 1831년 ~ 1858년 |      |
| 10   | 아사노 요시테루 浅野慶熾   |        | 1858년          |      |
| 11   | 아사노 모치나가 浅野茂長   |        | 1858년 ~ 1869년 |      |
| 12   | 아사노 나가코토 浅野長勲   |        | 1869년 ~ 1871년 |      |

## 지번

### 미요시 번

#### 역대 번주
아사노가
5만석 (1632년 ~ 1720년)
1. 나가하루(長治)
2. 나가테루(長照)
3. 나가즈미(長澄)
4. 나가쓰네(長経)
5. 나가자네(長寔)

### 히로시마 신덴 번

#### 역대 번주
아사노가
3만석 (1730년 ~ 1869년)
1. 나가카타(長賢)
2. 나가타카(長喬)
3. 나가카즈(長員)
4. 나가카네(長容)
5. 나가미치(長訓)
6. 나가오키(長興)
7. 나가아쓰(長厚)

## 같이 보기
- 일본의 번#에도 막부의 번(藩) 일람
- 폐번치현